# Любовен облог
„Любовен облог“ (на испански: Apuesta por un amor) е мексиканска теленовела от 2004 г., създадена от Бернардо Ромеро Перейро, режисирана от Алфредо Гурола, Бенхамин Кан, Серхио Кинтеро и Серхио Катаньо, и продуцирана от Анджели Несма за Телевиса.
В главните положителни роли са Патрисия Мантерола и Хуан Солер, а в отрицателните – Фабиан Роблес, Алехандра Авалос и Кармен Бесера. Специално участие взема актрисата Моника Санчес.

## Сюжет
В градчето Сан Гаспар, Юкатан, живее Хулия Монтаньо, красива, но арогантна жена с характер и силен дух. Баща ѝ, Хулио Монтаньо, е собственик на преуспяваща ферма и един от най-богатите и влиятелни хора в региона. Хулия помага на баща си с работата, докато брат ѝ, Алваро, злоупотребява с хазарта, алкохола и властта на Хулио. В същото време, Соледад, по-малката сестра на Хулия, търси убежище в своя свят, за да забрави безразличието на баща си.
Дон Хулио и дон Игнасио Андраде, още преди години, са уредили сватбата на децата си. Хулия и Франсиско, синът на Игнасио, са съгласни с брака, обаче, Франсиско прекарва цял ден в публичен дом, където има отношения с Ева, жена с лоша репутация. Когато Хулия разбира за изневярата му, разваля годежа си с него. Оттогава Хулия се превръща в студена и сурова жена, малтретираща мъжете с изключение на баща си и Чепе, беден мъж, който скита из гората.
В град Мексико живее Касандра, интересчийка и амбициозна жена, пристрастена към хазарта. Тя има няколко любовника, но се интересува само от един мъж – Габриел, скромен и много умен мъж, добър в хазартните игри.
След време, Хулио и Игнасио решават да направят бизнес пътуване да столицата и решават да се позабавляват в казино, където Хулио се влюбва в Касандра, а Игнасио губи имението си срещу Габриел. Габриел дава срок от три месеца на Игнасио да освободи имението, защото има намерение да продаде имота.
Завръщайки се в Сан Гаспар, Хулио и Касандра се женят, въпреки несъгласието на децата му. Габриел също пристига в града, където се запознава с Хулия и двамата се влюбват. Касандра разбира, че двамата се обичат, и започва да настройва Хулио срещу тази връзка, на която той се противопоставя.

## Актьори
Част от актьорския състав:
- Патрисия Мантерола – Хулия Монтаньо / Хулия Естрада де Дуран
- Хуан Солер – Габриел Дуран
- Алехандра Авалос – Касандра Фрагосо де Монтаньо
- Ерик дел Кастийо – Чепе Естрада
- Хорхе Варгас – Хулио Монтаньо
- Роберто Паласуелос – Франсиско Андраде
- Кармен Бесера – Надя Томас Фрагосо
- Моника Санчес – Ева Флорес
- Роберто Баястерос – Хусто Ернандес
- Фабиан Роблес – Алваро Монтаньо
- Лорена Енрикес – Соледад Монтаньо
- Рафаел дел Вияр – Доминго Ферер
- Хулио Манино – Леандра Педраса
- Хуан Анхел Еспарса – Самуел Крус
- Сокоро Бония – Ласара Хименес
- Пабло Монтеро
- Мануел Бенитес
- Густаво Рохо – Леонардо де ла Роса
- Жаклин Волтайр
- Таня Амескуа Рикенес
- Елса Наварете – Лусеро Белтран

## Премиера
Премиерата на Любовен облог е на 25 октомври 2004 г. по Canal de las Estrellas. Последният 130. епизод е излъчен на 22 април 2005 г.

## Адаптации
- Любовен облог е адаптация на колумбийската теленовела La potra Zaina, продуцирана от RCN през 1993 г., режисирана от Хулио Сесар Луна. С участието на Аура Кристина Гейтнер и Мигел Варони.

## „Любовен облог“ в България
В България сериалът е излъчен на 27 септември 2006 г. по Евроком като последният епизод е излъчен на 27 март 2007 г. На 30 май 2019 г. започва ново излъчване на теленовелата по Евроком и спира на 13 юли. Ролите озвучават артистите Даринка Митова, Ася Братанова, Стефан Стефанов и Христо Бонин.